# Apoda (papillon)
Pour les articles homonymes, voir Apoda.
Genre
Apoda est un genre de lépidoptères (papillons) de la famille des Limacodidae.

## Liste d'espèces
Selon BioLib (26 janvier 2023) :
- Apoda biguttata (Packard, 1864)
- Apoda limacodes (Hufnagel, 1766)
- Apoda maxima Dyar, 1927
- Apoda rectilinea (Grote & Robinson, 1868)
- Apoda y-inversum (Packard, 1864)

Selon NCBI (6 décembre 2024) :
- Apoda biguttata - présent en Amérique du Nord
- Apoda limacodes - présent en Europe
- Apoda maxima - présent en Amérique du Nord
- Apoda y-inversa (ou Apoda y-inversum) - présent en Amérique du Nord